# Oksenvad Sogn
Oksenvad Sogn (deutsch Oxenwatt) ist eine Kirchspielsgemeinde (dän.: Sogn)  in Nordschleswig im südlichen Dänemark. Bis 1970 gehörte sie zur Harde Gram Herred im damaligen Haderslev Amt, danach zur Vojens Kommune im damaligen Sønderjyllands Amt, die im Zuge der Kommunalreform zum 1. Januar 2007 in der „neuen“ Haderslev Kommune in der Region Syddanmark aufgegangen ist.
Im Kirchspiel leben 599 Einwohner (Stand: 1. Januar 2023). Die Ortschaft Ørsted (dt.: Oerstedt) liegt im Kirchspiel.